# 大和システム
大和システム株式会社（だいわシステム、英文社名：Daiwa System Co., Ltd.）は、大阪府大阪市中央区に本社を置く、不動産業等を行う株式会社である。
- 旧法人 - 1960年（昭和35年）に大阪大和ハウス販売株式会社として設立、1992年（平成4年）に大和システム株式会社へ商号変更した。2010年（平成22年）に経営破綻後、2012年（平成24年）に清算となった。
- 新法人 - 2017年（平成29年）6月13日に大和システム株式会社として設立された[1]。

## 旧法人
旧法人は、商業施設の管理・運営、温浴施設の管理・運営、不動産賃貸、商業用建物等の設計・施工を事業内容としていた。西日本を中心にショッピングモールや温浴施設（健康ランド）などの運営を行っていた。
ピエリ守山の開業と同時期にリーマン・ショックが発生、ピエリ守山の売却予定延期とその後の売却解約により、2010年10月の経営破綻につながった。経営破綻により不動産事業を投資ファンド等へ事業譲渡、子会社が運営していた温浴施設「やまとの湯」は他社へ譲渡後に廃業した。経営破綻後、ショッピングモールは他社に事業譲渡の上で営業継続している。また温浴施設の一部も他社へ譲渡され、名称変更して営業継続しているものもある。
大和ハウス工業は、旧法人の筆頭株主であったが、2010年（平成22年）10月5日付で全株式を譲渡し株主ではなくなっていた。

### 沿革
- 1960年（昭和35年）6月29日 - 大阪大和ハウス販売株式会社として設立。
- 1992年（平成4年）4月 - 大和システム株式会社に社名変更。
- 2005年（平成17年）
  - 4月 - 東京証券取引所2部に上場。
  - 10月 - 神戸三宮の再開発地区「HAT神戸」にブルメールHAT神戸が開業（2005年9月13日竣工）[4]。
  - 10月21日 - レクレが開業。
- 2006年（平成18年）
  - 4月29日 - モレラ岐阜が開業。
  - 7月25日 - ブルメール舞多聞が開業。
  - 11月 - 東京証券取引所1部に指定替え。
- 2008年（平成20年）
  - 9月20日 - 琵琶湖クルージングモール ピエリ守山が開業。
- 2010年（平成22年）
  - 6月 - 事業再生ADR手続の申請を受理される[5]。
  - 8月 - 債務超過により東証2部に指定替え。
  - 10月 - 事業再生計画案策定が困難となり、ADR手続を終了して大阪地裁に民事再生法申立て[6]。
  - 11月2日 - 上場廃止。
- 2011年（平成23年）
  - 9月 - 会社分割により、独立系投資ファンド運営会社である株式会社ジェイ・ウィル・パートナーズ傘下の新設会社「ダイシス株式会社」に不動産業の主要部分を継承。
  - 9月 - 会社分割により、株式会社スピードパートナーズの新設子会社「湯快生活株式会社」に温浴施設関連事業を継承、大和システムの子会社であった株式会社やまとの湯の事業を譲渡。
- 2012年（平成24年）
  - 1月 - 残事業を整理し最終弁済後、会社清算する旨の再生計画認可。
  - 3月 - ピエリ守山を、kodo.cc（コードードットシーシー）に売却[7][7]。

### 運営していた施設
商業施設

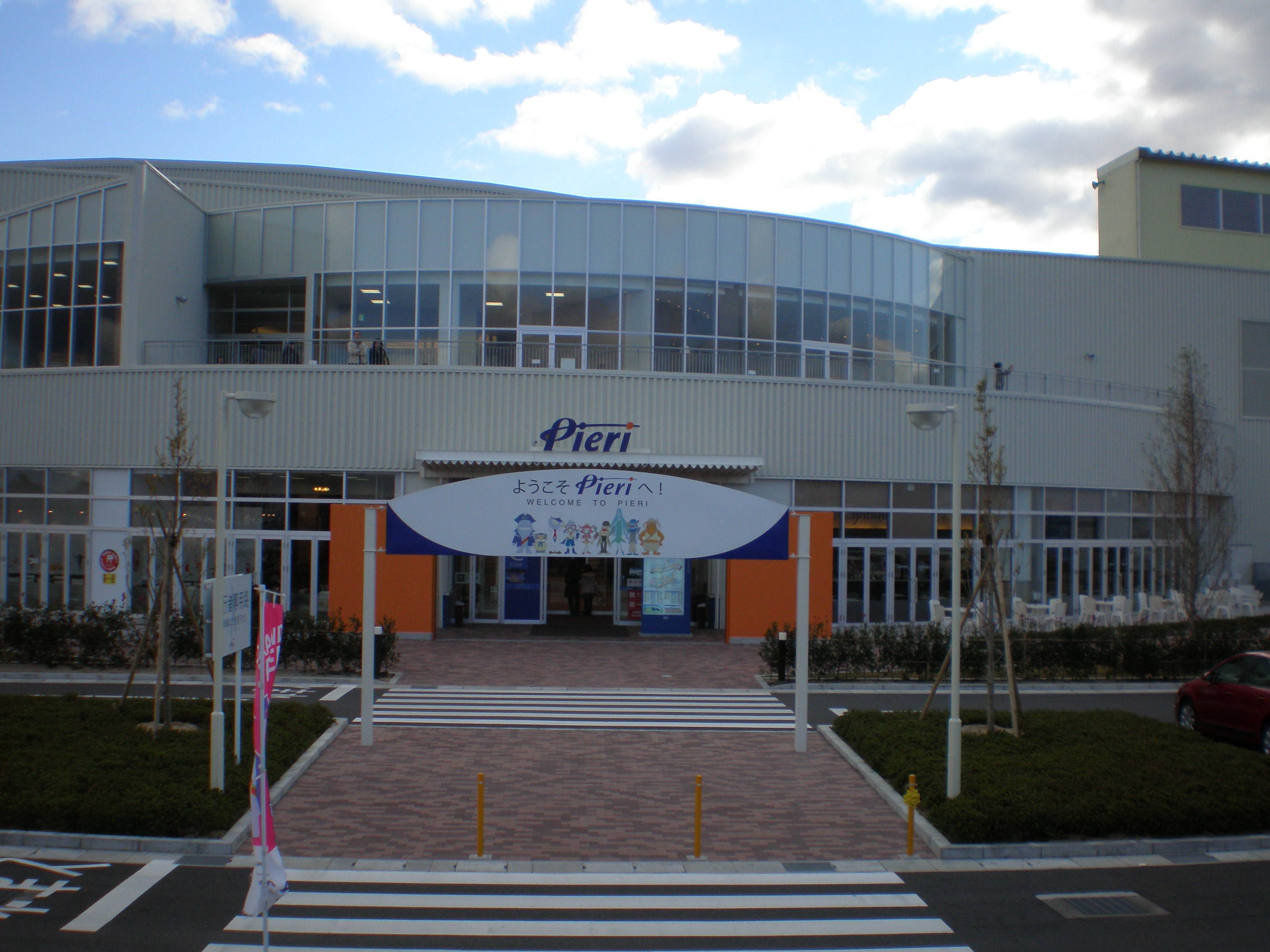
ピエリ守山（2008年撮影）

- ブルメールHAT神戸（Blumer HAT KOBE、兵庫県神戸市中央区脇浜海岸通2丁目2-2）[8]

2005年10月開業（2005年9月13日竣工）。阪神・淡路大震災復興のシンボルタウンとして三宮地区の東側約2kmに再開発された「HAT神戸」の核となる商業施設としてオープンした、約40店舗からなるネイバーフッド型ショッピングセンター (NSC) 。1階には核テナントとなる関西スーパー、サンキ、エディオンが出店するほか、マクドナルド、ココカラファイン、ニトリ デコホームなどの飲食店や物販・サービス店舗が出店する。2階には核テナントとなるシネマコンプレックスの109シネマズHAT神戸を中心に、ユニクロなどの衣料品店や飲食店等が出店。3 - 5階は駐車場となっている。
- レクレ
- モレラ岐阜
- ブルメール舞多聞
- 琵琶湖クルージングモール ピエリ守山

温浴施設
- スーパー銭湯「やまとの湯」
元々は当社の子会社であった株式会社やまとの湯が運営していたが、前述のとおり2011年9月から湯快生活株式会社の運営となっていた。しかし、親会社の株式会社スピードパートナーズ及びグループ会社の業績悪化や裁判トラブル等により、湯快生活も経営難となった。
2013年8月、スピードパートナーズは八丁堀投資株式会社に商号変更したが、2014年5月に破産。やまとの湯も同年に入ってから相次いで閉店することとなった（引き受け先のあった店舗は、その後に名称変更の上でリニューアルオープンしている）。さらに同年9月、湯快生活は日本総合ビジネス保証株式会社に商号変更したが、同年10月には債権者より破産申し立てを受け、同社の破産手続き開始により、2015年3月にやまとの湯は廃業した。

その他の施設
- 競輪場外車券売場「サテライト大阪」

現在は池田グループ傘下のサテライト大阪株式会社が所有。

## 新法人
本社は、Osaka Metro谷町線谷町四丁目駅の南側に位置する。なお、大和ハウスグループ公式サイト「グループ企業一覧」には掲載されていない。
不動産業を中心に、以下4つの事業を行っている。
- 土地転貸事業

地主から遊休地を一括借入して、ファミリーレストラン、遊技場、衣料品販売店、コンビニエンスストア、温浴施設などのテナントを誘致する。
- 不動産賃貸事業

マンション、オフィスビル、商業施設などの物件を取り扱い、テナント誘致も行う。
- 不動産仲介事業

不動産売買・賃貸・リース等の仲介を行う。
2008年、阪神本線出屋敷駅（兵庫県尼崎市）の駅前再開発で建設された商業ビル「出屋敷リベル」を区分所有として取得、同ビルでの賃貸事業を行っている。物件の詳細は「尼崎中央・三和・出屋敷商店街#リベル」「出屋敷駅#駅周辺」を参照。
- 自社施設運営事業

大阪市大正区で屋内型バッティングセンター「レインボースタジアム」（2階は24時間営業のフィットネスジム「ANYTIME FITNESS」に賃貸）及びスーパー銭湯「こうわの湯」を運営。
滋賀県甲賀市信楽町にてキャンプ場「信楽キャンプ北欧ハウス」を運営する。

### 沿革
- 2017年（平成28年）6月13日 - 大和システム株式会社を設立（資本金300万円）[1]。不動産仲介・転貸事業を主な事業内容とする[1]。
- 2018年（平成29年）
  - 4月	- カンパニーオペレーション (C.O.) 事業開始。バッティングセンター「レインボースタジアムDAIWA」を大阪市大正区で営業開始[1]。
  - 6月 - 不動産賃貸事業開始、「レインボースタジアム」2階部分をフィットネスジムに賃貸[1]。
  - 9月 - 大阪市旭区で賃貸マンションを取得[1]。
  - 12月	- 商業ビル「出屋敷リベル」を区分所有として取得[1]。
- 2019年7月	- 資本金を2,000万円に増資
- 2020年9月	- C.O.事業として、キャンプ場「信楽キャンプ北欧ハウス」を滋賀県甲賀市信楽町で営業開始。